# Avenue d'Italie
L'avenue d'Italie est l'une des principales voies de communication du 13e arrondissement de Paris. 

## Situation et accès

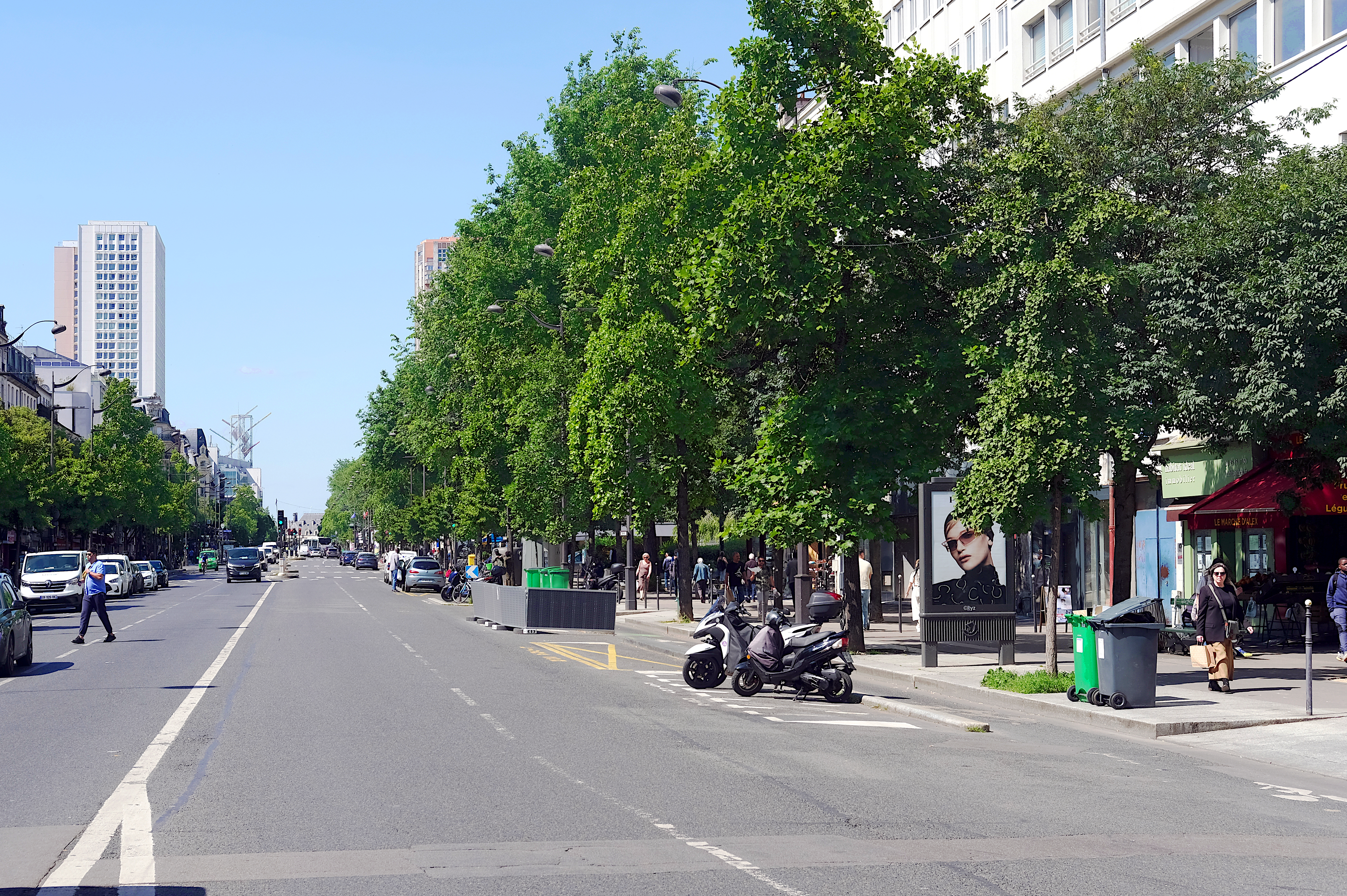
Avenue d'Italie en direction de la place d'Italie.

L'avenue d'Italie a une longueur de 1 294 m et une largeur de 70 m. Elle part de la place d'Italie, traverse la rue de Tolbiac et se termine à la porte d'Italie. La ligne 7 du métro dispose de quatre stations le long de l'avenue.
L'avenue d'Italie appartient au quartier administratif de la Maison-Blanche, et sépare deux quartiers très différents du 13e arrondissement : le quartier de la Butte-aux-Cailles, prolongé au sud par les rues entourant la place de l'Abbé-Georges-Hénocque, d'une part, et d'autre part le quartier chinois, reliés par le complexe audiovisuel Grand Écran Italie qui n'existe désormais plus (place d'Italie).

## Origine du nom

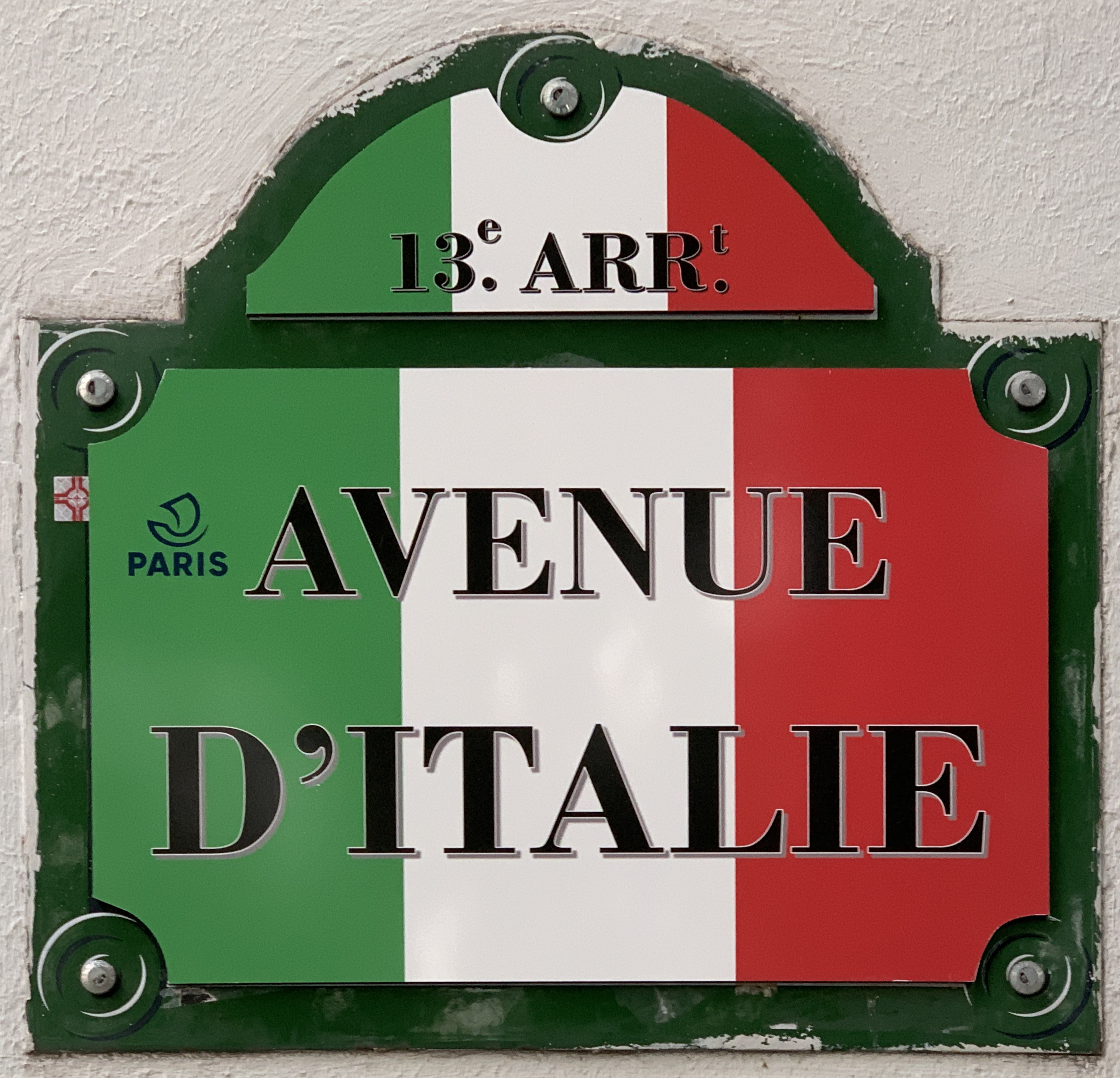
Plaque avec le drapeau de l'Italie.

Elle tient son nom de la destination à laquelle parviendrait le voyageur qui continuerait tout droit après la porte d'Italie : c'est en effet à cet endroit que débute la Nationale 7, qui relie Paris à la frontière italienne. L'avenue d'Italie et la porte d'Italie furent donc parcourues par les armées françaises au commencement de la campagne d'Italie de 1859, sous les ordres de Napoléon III. Ce dernier, en nommant en 1863 « avenue d'Italie » cette partie de la « route de Fontainebleau », commémore cette intervention, et sa propre personne, qui favorisa la création du royaume d'Italie (17 mars 1861).

## Historique

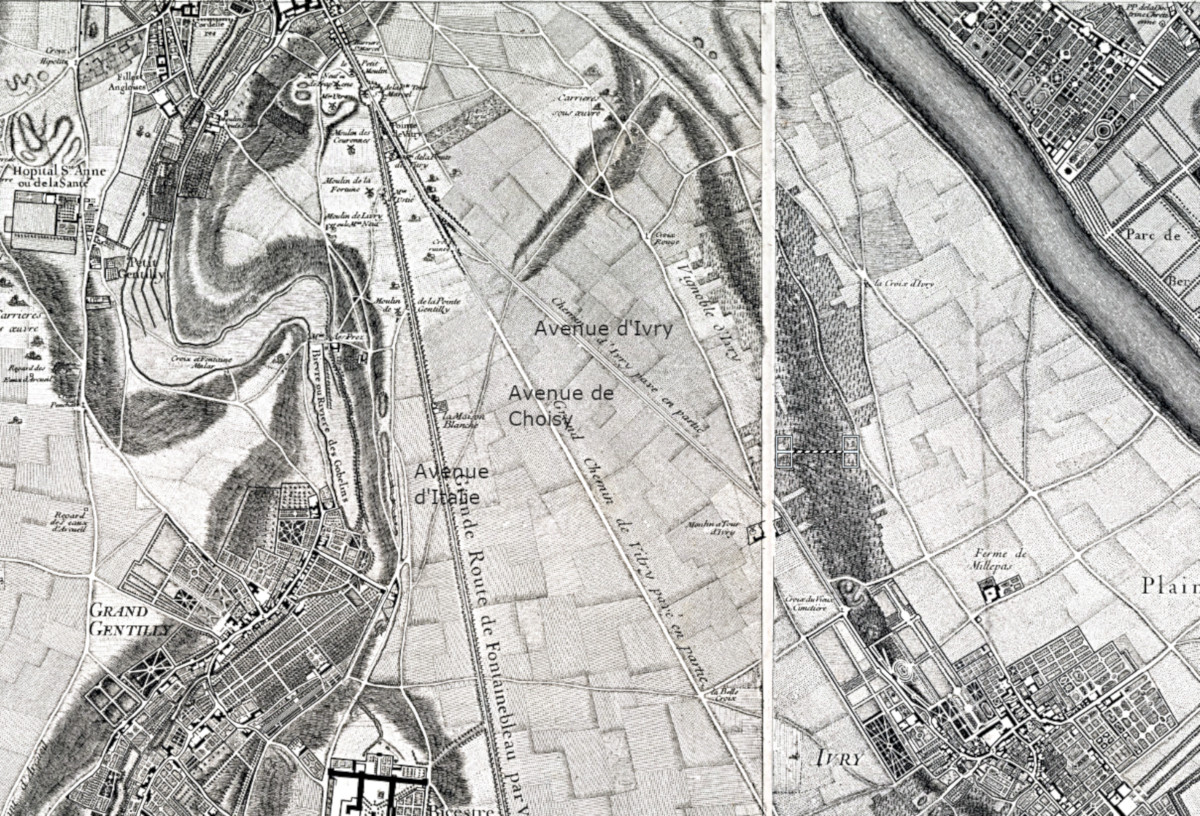
L'avenue d'Italie, mentionnée sous le nom de « Grande Route de Fontainebleau », sur le plan de Roussel de 1730.

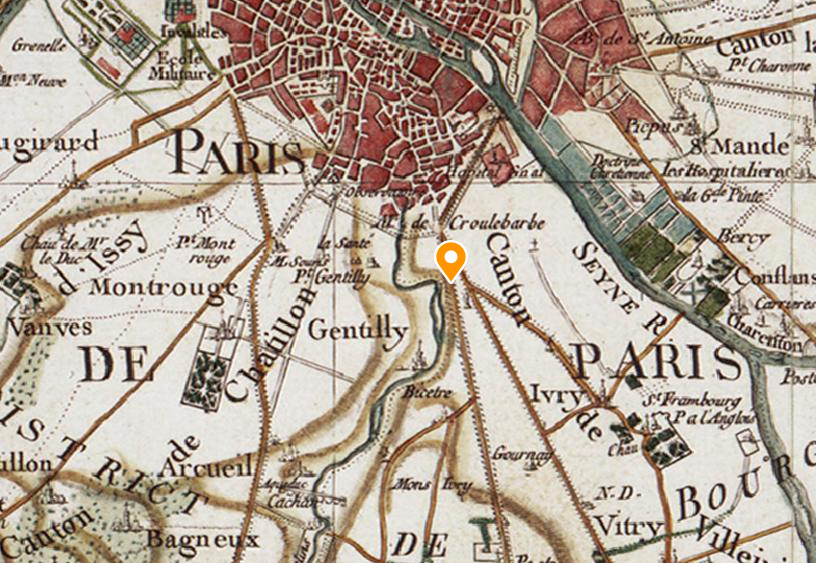
Avenue d'Italie vers 1780 (carte de Cassini).

Longtemps simple chemin de la commune de Gentilly, l'avenue n'a véritablement pris de l'ampleur qu'après la construction sous François Ier du château de Fontainebleau, époque où elle a pris le nom de « route de Fontainebleau ».
Jusqu'au milieu du XIXe siècle, l'avenue n'était bordée que de quelques maisons et guinguettes. Les prix y étaient moins chers qu'à Paris, car on était à l'extérieur du mur d'octroi. Le hameau de la Maison-Blanche, à hauteur de la station de métro éponyme, tirait son nom d'une auberge du même nom, que l'on dit avoir appartenu au père de l'historien Victor Duruy.
L'avenue d'Italie a reçu son nom actuel le 23 mai 1863, après l'extension de Paris décidée par le baron Haussmann en 1860.
Dans la nuit du 1er au 2 juin 1918, durant la Première Guerre mondiale, des bombardiers allemands lancent, une torpille qui explose au no 96 avenue d'Italie.
Dans le cadre de l'opération Italie 13 des années 1960, basée sur l'idée de séparation des fonctions de Le Corbusier, l'avenue d'Italie aurait dû devenir une simple voie de transit automobile qui aurait plongé sous la place d'Italie pour rejoindre une radiale prolongée jusqu'à la porte d'Aubervilliers. On peut voir une trace de ces projets au début de l'avenue : l'entrée principale des tours construites à cette époque est située au niveau d'une passerelle piétonne qui n'a jamais été construite.
La philosophie urbaine de Paris ayant brusquement changé au milieu des années 1970, l'avenue d'Italie a conservé son caractère multifonctionnel. C'est aujourd'hui une voie importante pour les automobiles et une rue vivante et commerçante, y compris tard dans la nuit.
L'avenue a fait l'objet entre 1996 et 2000 d'une rénovation complète menée par l'architecte Pierre Gangnet, en collaboration avec le paysagiste Michel Corajoud et l'éclairagiste Laurent Fachard. Les trottoirs ont été réaménagés et une double rangée d'arbres a été plantée sur toute la longueur de l'avenue, lui donnant un aspect plus homogène.

## Bâtiments remarquables et lieux de mémoire
- No 68 : le peintre Antonio Guansé y vécut.
- No 76 : le 25 juin 1848, c'est dans l'une des guinguettes de l'avenue, à cet emplacement, que fut assassiné le général Bréa. Chargé de rétablir l'ordre, Bréa avait tenté de discuter avec les insurgés. Ceux-ci l'attirèrent dans leur camp, en affirmant vouloir fraterniser avec la troupe, et le retinrent comme otage. Dès la reprise de l'offensive ordonnée par Louis Eugène Cavaignac, l'un des insurgés abattit le général. À cet endroit fut élevée deux ans plus tard la chapelle du nom de Saint-Marcel-de-la-Maison-Blanche, remplacée par la suite par l'église Sainte-Anne-de-la-Maison-Blanche, construite à peu de distance au carrefour des rues de Tolbiac et Bobillot.
- No 83 : immeuble Le Périscope.
- No 107 bis : emplacement du premier relais après Paris, au XVIIIe siècle, Le bâtiment était chaulé de blanc. Il est à l’origine de la dénomination du lieu-dit « La Maison-Blanche »[4].
- No 111 : l'écrivain Günter Grass y a habité entre 1956 et 1960[5],[6].
- No 116 : une plaque rappelle l'appel du 17 août 1944 lancé par les Francs-tireurs et partisans français à la veille de la libération de Paris.
- No 128 : le 19 mai 2023 un balcon s'effondre faisant 2 blessés[7]
- No 131 : emplacement de la gare de la Maison-Blanche, aujourd'hui détruite, sur l'ancienne ligne de Petite Ceinture.
- La rue Tagore, proche de la porte d'Italie, longe le jardin Joan-Miró, dans lequel est érigé un buste de Rabindranath Tagore « écrivain, poète et philosophe, prix Nobel de littérature 1913 ».
- No 164 bis : sur les grilles du jardin du Moulin-de-la-Pointe - Paul Quilès, une plaque et un médaillon, apposés en 2004 à l'occasion du soixantième anniversaire de la libération de Paris, rappellent que la colonne Dronne fut le premier élément des forces françaises de la 2e DB à pénétrer dans Paris le 24 août 1944, et qu'elle était principalement constituée de républicains espagnols.

## Films
- 1970 : Dernier Domicile connu de José Giovanni.